# Sergio Pignedoli
Sergio Pignedoli (ur. 4 czerwca 1910 w Felina koło Reggio nell’Emilia, zm. 15 czerwca 1980 w Rzymie) – włoski duchowny katolicki, dyplomata watykański, wysoki urzędnik Kurii Rzymskiej, kardynał.

## Życiorys
Studiował w seminarium w Reggio Emilia, na Katolickim Uniwersytecie w Mediolanie oraz na uczelniach rzymskich - Papieskim Uniwersytecie Laterańskim i Papieskim Uniwersytecie Gregoriańskim. 1 kwietnia 1933 przyjął święcenia kapłańskie. Był m.in. wicerektorem seminarium w Reggio Emilia (1933-1934) oraz kapelanem na Katolickim Uniwersytecie w Mediolanie (1934-1940); w czasie II wojny światowej pełnił służbę kapelana wojskowego. Od 1943 pracował w watykańskim Sekretariacie Stanu, zajmował się sprawami włoskiej Akcji Katolickiej oraz był generalnym kapelanem włoskiej organizacji skautowskiej. Pełnił również funkcję sekretarza Centralnego Komitetu Obchodów Roku Świętego 1950. Otrzymał tytuły papieskiego tajnego szambelana (5 maja 1945) i prałata domowego (5 września 1949).
22 grudnia 1950 został mianowany nuncjuszem apostolskim w Boliwii i arcybiskupem tytularnym Iconio; odebrał sakrę biskupią 11 lutego 1951 w Rzymie z rąk kardynała Adeodato Piazzy. W październiku 1954 został przeniesiony na stanowisko nuncjusza w Wenezueli, a w kwietniu 1955 mianowany biskupem pomocniczym Mediolanu. Powrócił do służby dyplomatycznej we wrześniu 1960 jako delegat apostolski w Zachodniej i Środkowej Afryce; w czerwcu 1964 został delegatem apostolskim w Kanadzie. Brał udział w obradach Soboru watykańskiego II (1962–1965). We wrześniu 1966 został przewodniczącym Nadzwyczajnej Konferencji Episkopatu Wietnamu.
W czerwcu 1967 objął stanowisko sekretarza Kongregacji Ewangelizacji Narodów w Kurii Rzymskiej. Papież Paweł VI wyniósł go do godności kardynalskiej 5 marca 1973, nadając diakonię San Giorgio in Velabro, a następnie powołał na prezydenta Sekretariatu dla Niechrześcijan. Kardynał Pignedoli brał udział w IV sesji zwykłej Światowego Synodu Biskupów w Watykanie (1977), a po śmierci najpierw Pawła VI, następnie Jana Pawła I w dwóch konklawe 1978. Od czerwca 1979 nosił godność kardynała protodiakona (najstarszego stażem kardynała diakona).
Zmarł w czerwcu 1980 w Rzymie (krótko po ukończeniu 70 lat), został pochowany w rodzinnej miejscowości Felina.